# Thyris fenestrella
Thyris fenestrella là một loài bướm đêm thuộc họ Thyrididae. Nó được tìm thấy ở miền trung và Nam Âu.
Sải cánh dài 15–20 mm. Con trưởng thành bay từ tháng 5 until giữa tháng 8.
The larvas feed on Clematis vitalba, Sambucus nigra, Arctium lappa và are được tìm thấy ở tháng 7 và tháng 8. They have two generations a year, hybernating as a chrysalis.

## Hình ảnh

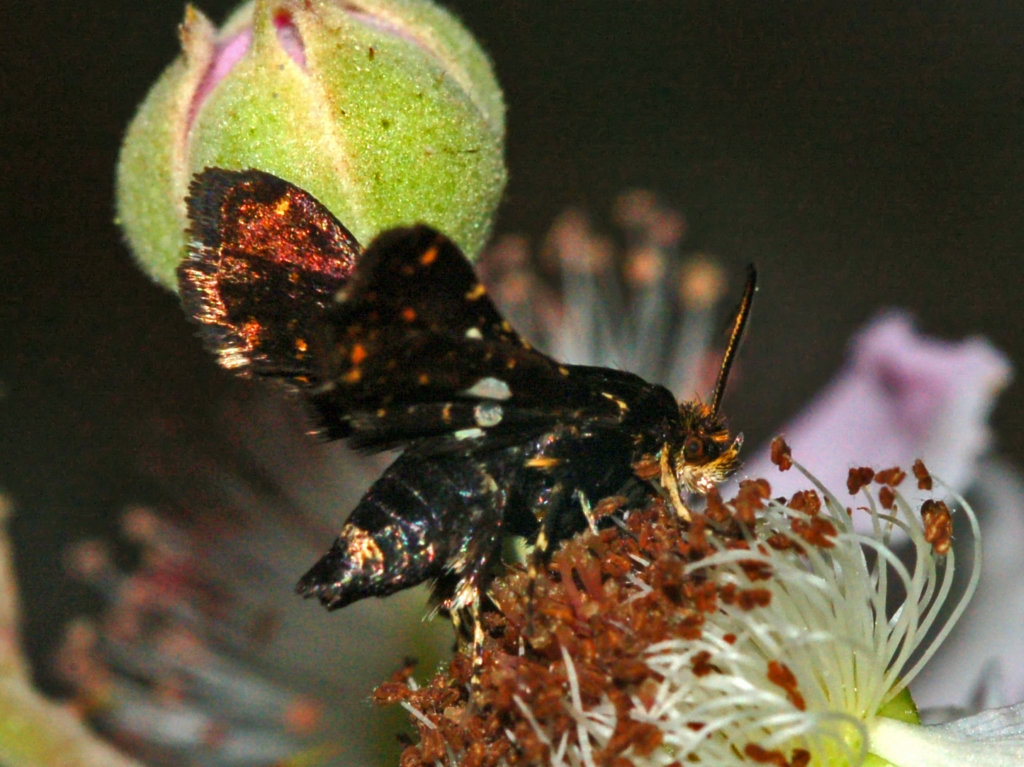
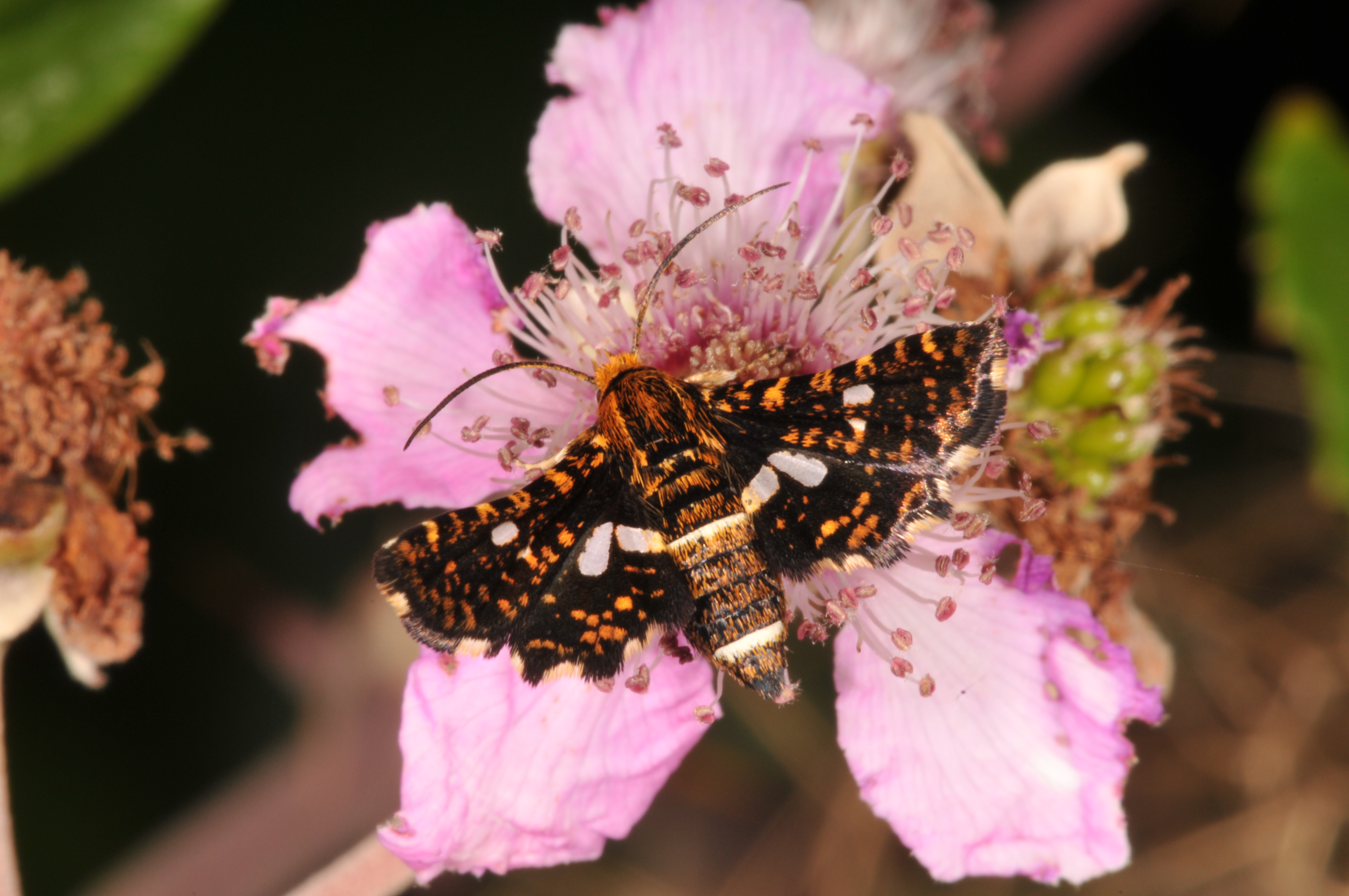
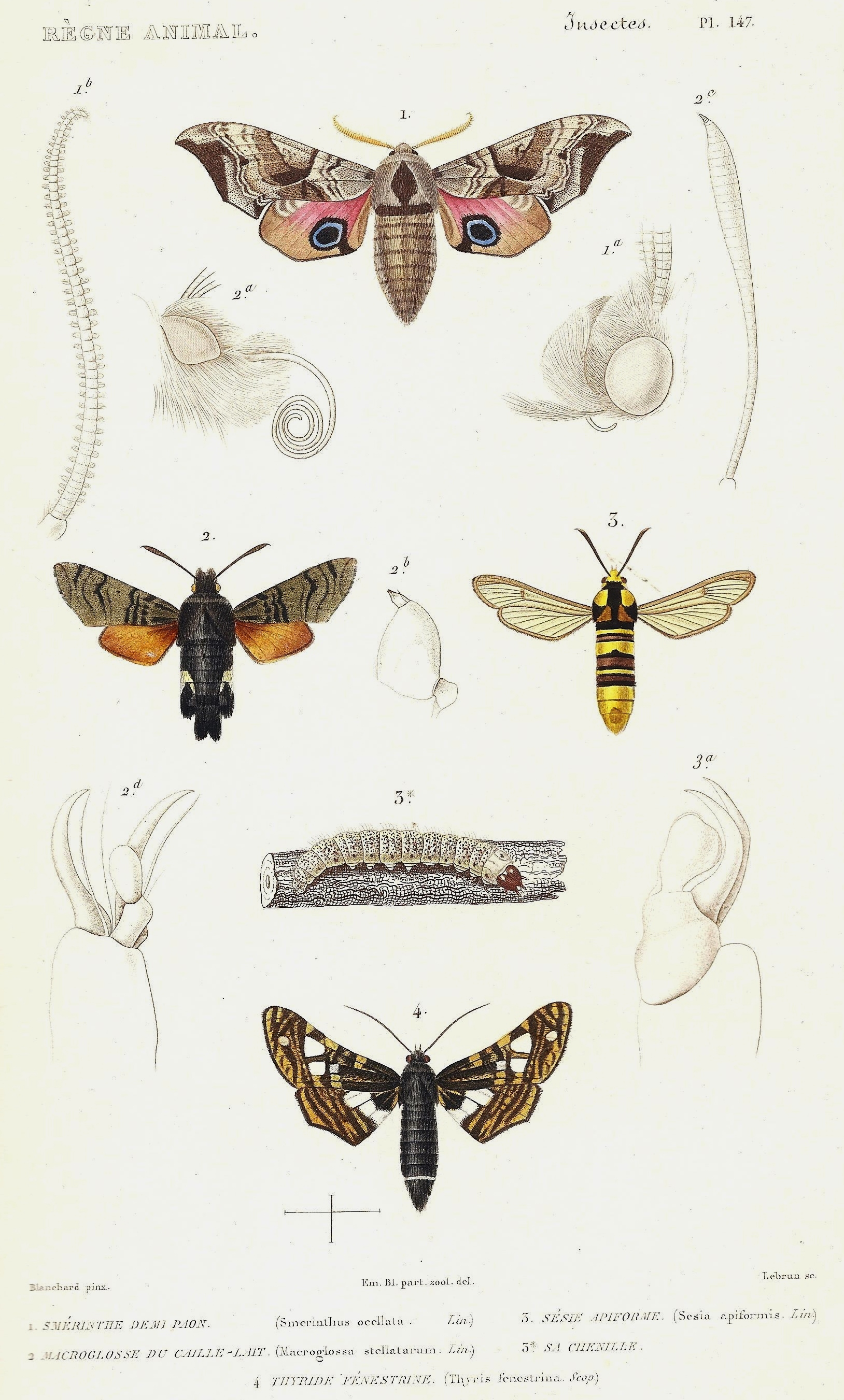
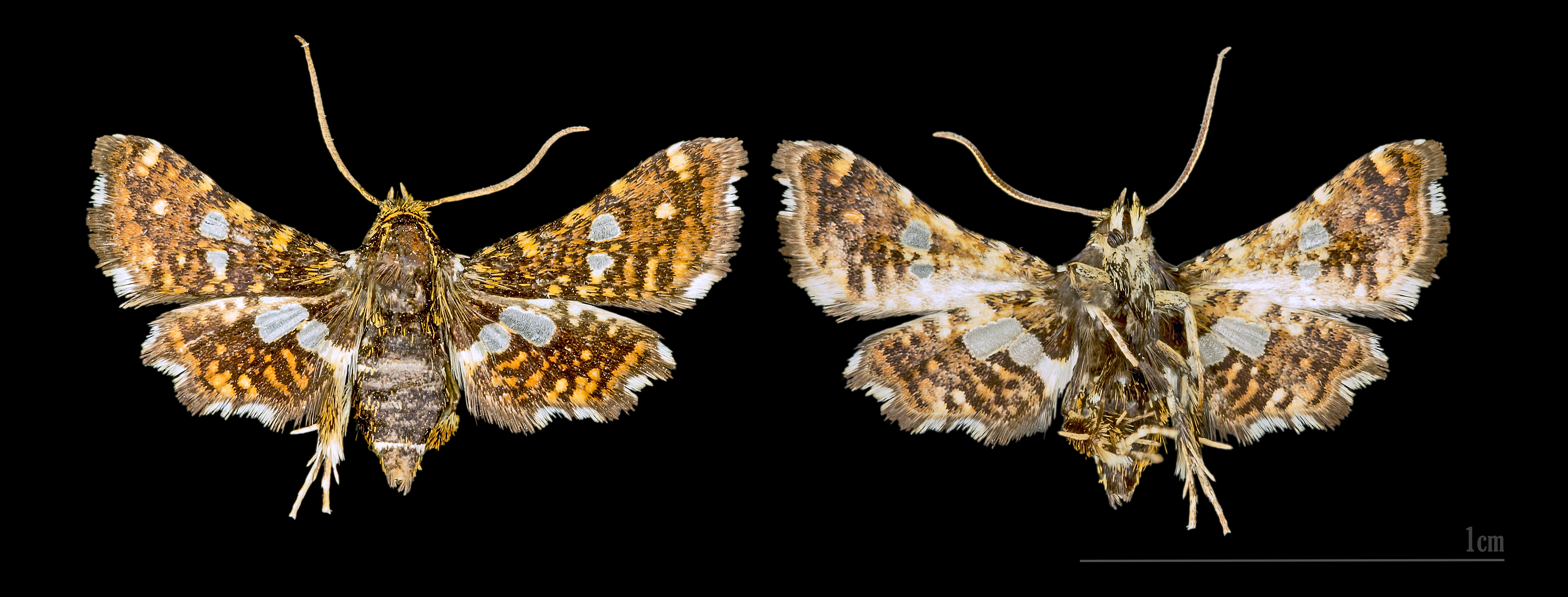